# Holy Cross FC
Holy Cross FC is een Canadese voetbalclub uit de stad St. John's, Newfoundland en Labrador. De club speelt net als stadsgenoten Feildians en St. John's SC zijn thuiswedstrijden in het King George V Park. 
De mannenafdeling speelt in de Newfoundland and Labrador Challenge Cup en is met 24 eindzeges een van de meest succesvolle ploegen uit de provincie. De vrouwenafdeling komt uit in de provinciale Jubilee Trophy, waarin ze met 14 eindzeges recordtitelhouder is.
Holy Cross FC kroonde zich driemaal tot nationaal kampioen amateurvoetbal, namelijk eenmaal bij de mannen (1989) en tweemaal bij de vrouwen (2022 en 2023). Geen enkele andere ploeg uit Newfoundland en Labrador haalde ooit een nationale titel.

## Geschiedenis

### Algemeen
Oorspronkelijk was het voetbalteam verbonden aan de in 1890 opgerichte Holy Cross Junior High School, een school voor 12- tot en met 14-jarigen in Patrick Street in het westen van St. John's. De school had naast een voetbalteam ook een honkbalteam en (even) een ijshockeyteam. De afgestudeerde sportievelingen van deze school verenigden zich in de overkoepelende Holy Cross Athletic Association (HCAA) en noemden zich de Holy Cross Crusaders. De HCAA hield reeds halverwege de tweede helft van de 20e eeuw op te bestaan, al bleven de sportteams geaffilieerd met de school. In 2016 sloot ook de gelijknamige school definitief de deuren. De voetbalclub (en de honkbalclub) bleven echter afzonderlijk bestaan en behielden de naam Holy Cross.

### Sportief
Tot einde de 20e eeuw had Holy Cross uitsluitend een competitief actieve mannenvoetbalafdeling. In 1950 wonnen ze het allereerste All-Newfoundland Championship, al duurde het bijna een kwarteeuw totdat ze een tweede provinciale titel binnenhaalden. Vanaf de jaren 1980 wisten ze zich te vestigen als een van de twee absolute topclubs in de provincie.
Holy Cross FC is de enige ploeg uit Newfoundland en Labrador aller tijden die de nationale Challenge Trophy won. Het team onder leiding van Gerry Reddy won in de Challenge Trophy van 1988 in Saskatoon alle wedstrijden. In de finale haalden ze het met 2-0 tegen de Edmonton Ital-Canadians uit Alberta.
Sinds 1977 heeft Newfoundland en Labrador met de Jubilee Trophy ook een eigen vrouwenvoetbalcompetitie. Holy Cross wist die voor het eerst te winnen in 1994. Hun tweede titel behaalden ze in 2010 en sindsdien domineren ze het provinciale vrouwenvoetbal. In 2022 slaagden ze er als eerste vrouwenploeg aller tijden uit de provincie in om de nationale Jubilee Trophy te winnen. In 2023 behaalden de dames opnieuw de nationale eindzege.
In 2025 behaalde Holy Cross FC de provinciale titel bij zowel de dames als heren zonder daarbij een enkele nederlaag te lijden. Het was daarenboven de tiende opeenvolgende provinciale eindzege voor de dames.

## Sponsornamen
In sommige voetbalseizoenen treden de elftallen van Holy Cross FC op onder een sponsornaam. Zo stond het vrouwenelftal in de Jubilee Trophy onder andere bekend als Holy Cross/Kirby FC (2011–2012), Holy Cross Avalon Ford FC (2016) en Holy Cross NutraHoldings FC (2023).

## Erelijst

### Nationaal
Canadian Challenge Trophy (mannen)
winnaar (1): 1988
zilveren medaille (1): 1989
bronzen medaille (3): 1973, 1981, 2022
Canadian Jubilee Trophy (vrouwen)
winnaar (2): 2022, 2023
bronzen medaille (1): 2017

### Provinciaal
All-Newfoundland Championship (mannen)
winnaar (1): 1950
Newfoundland and Labrador Challenge Cup  (mannen)
winnaar (24): 1973, 1979, 1981, 1983, 1984, 1985, 1986, 1988, 1989, 1992, 1994, 2009, 2010, 2011, 2012, 2014, 2015, 2017, 2018, 2019, 2020, 2022, 2024, 2025
Newfoundland and Labrador Jubilee Trophy (vrouwen)
winnaar (14+1): 1994, 2010, 2011, 2012, 2013, 2016, 2017, 2018, 2019, 2020, 2021, 2022, 2023, 2024, 2025